# Сильянов Олександр Кирилович
Олександр Кирилович Сильянов (рос. Алекса́ндр Кири́ллович Силья́нов, нар. 17 лютого 2001, Москва, Росія) — російський футболіст, фланговий захисник клубу «Локомотив» (Москва) та національної збірної Росії.
На правах оренди грає у клубі «Ростов».

## Ігрова кар'єра

### Клубна
Свою кар'єру Олександр Сильянов починав у клубі ЦСКА. Пізніше він перейшов до «Локомотива», де з 2019 року грав у складі фарм - клубу «Локомотива» - «Казанка» у турнірі Другої ліги.
Влітку 2020 року футболіст вперше потрапив до заявки основного складу на матч РПЛ. Дебют футболіста в основі відбувся у грудні того року, коли в матчі Ліги чемпіонів проти німецької «Баварії» Сильянов в кінці матчу вийшов на заміну.
У січні 2022 року Олександр Сильянов був відправлений в оренду у клуб РПЛ «Ростов».

### Збірна
З 2021 року Олександр Сильянов виступає за молодіжну збірну Росії.
У вересні 2022 року у товариському матчі проти команди Киргизстану Сильянов дебютував у складі національної збірної Росії.